# Chelonanthus viridiflorus
Chelonanthus viridiflorus är en gentianaväxtart som först beskrevs av Carl Friedrich Philipp von Martius, och fick sitt nu gällande namn av Ernest Friedrich Gilg. Chelonanthus viridiflorus ingår i släktet Chelonanthus och familjen gentianaväxter. Inga underarter finns listade i Catalogue of Life.